# Идбар
Идбар је насељено место у Босни и Херцеговини у општини Коњиц у Херцеговачко-неретванском кантону које административно припада Федерацији Босне и Херцеговине. Према попису становништва из 1991. у насељу је живјело 435 становника.

## Географија
Насеље се налази у заливу на јужној обали Јабланичког језера, на ушћу речице Башчице.

## Становништво
По последњем службеном попису становништва из 1991. године, у насељу Идбар живело је 435 становника. Већина становника су били Муслимани.
| Националност | 1991.        | 1981. | 1971. |
| Муслимани    | 395 (90,80%) |       |       |
| Срби         | 31 (7,13%)   |       |       |
| Хрвати       | 9 (2,07%)    |       |       |
| Укупно       | 435          |       |       |